# Alfred Brecht (Fußballspieler)
Alfred Walter Brecht (* 16. Juni 1942 in Lisdorf) ist ein ehemaliger deutscher Fußballspieler.

## Karriere

### Beginn
Brecht, der wie Rainer Ohlhauser zunächst für den SV Sandhausen in der 1. Amateurliga Nordbaden spielte und mit der Mannschaft 1961 nordbadischer Amateurmeister wurde, wechselte als 20-Jähriger zu Saisonbeginn 1962/63 zum Oberligisten FC Bayern München.

### Fortsetzung
Für die Bayern debütierte er am 9. September 1962 (4. Spieltag) bei der 1:6-Niederlage im Auswärtsspiel gegen die TSG Ulm 1846. Sein erstes von zwei Toren in nur sechs Oberligaspielen erzielte er am 10. Februar 1963 (22. Spieltag) zum zwischenzeitlichen 1:1-Unentschieden beim 3:1-Sieg im Heimspiel gegen den BC Augsburg. Für die Bayern gelang ihm auch im internationalen Vergleich ein Tor: Im Viertelfinal-Hinspiel des Messepokals am 13. März 1963 in München erzielte er bei der 1:4-Niederlage gegen den späteren Finalisten Dinamo Zagreb den späten Ehrentreffer.
In der Folgesaison war er beim zweitklassigen SV Waldhof Mannheim in der Regionalliga Süd aktiv, absolvierte 17 Spiele und erzielte 11 Tore. In der zweiten Spielzeit, 1964/65, kam er nur noch sporadisch zum Einsatz und schloss sich daher dem Ludwigshafener SC in der Regionalliga Südwest an. Anschließend wechselte er innerhalb der Liga zur SpVgg Weisenau, für die er in der Saison 1966/67 in 30 Spielen 26 Tore erzielte und somit Torschützenkönig wurde.

### Ende
Nach nur einer Saison beim Bundesligaabsteiger Fortuna Düsseldorf ließ er seine Karriere in der Saison 1970/71 nach drei Spielzeiten bei der TuS Neuendorf in der Regionalliga Südwest ausklingen.